# Moldavië op het Eurovisiesongfestival 2007
Moldavië deed mee aan het Eurovisiesongfestival 2007 . Het was de derde deelname van het land op het Eurovisiesongfestival. TRM was verantwoordelijk voor de Moldavische bijdrage voor de editie van 2007.

## Selectieprocedure
Voor het festival twijfelde Moldavië of het wel zou deelnemen aan het festival, echter voor de einddatum opgesteld door de EBU verkoos men toch om opnieuw deel te nemen.
Op 11 december 2006 maakte de omroep een lijst van 34 liedjes bekend die nog kans maakten op de overwinning.
Twee dagen koos een interne selectie 3 finalisten voor de interne finale. De oorspronkelijke bedoeling was om 7 tot 10 finalisten te kiezen, echter was het niveauverschil hiervoor te groot.
Omdat de omroep in financiële problemen zat, besloten de 3 finalisten om zelf het geld bij elkaar te halen om de kosten te financieren.
Op 14 december werd dan uiteindelijk de winnares Natalia Barbu gekozen met het lied Fight.

## In Helsinki
Eerst moest men aantreden in de halve finale als 9de net na Zwitserland en voor Nederland.
Op het einde van de avond bleek het land in een van de enveloppen te zitten. Men was op een 10de plaats geëindigd met 91 punten, wat nipt voldoende was voor de finale.
Men ontving 3 keer het maximum van de punten.
België en Nederland hadden geen punten over voor deze inzending.
In de finale moest men aantreden als 24ste en laatste net na Armenië . Na de puntentelling bleek dat ze op een 10de plaats waren geëindigd met een totaal van 109 punten. 
Men ontving 1 keer het maximum van de punten.
België en Nederland hadden geen punten over voor deze inzending.

### Gekregen punten

#### Halve Finale
| 12 punten                           | 10 punten | 8 punten               | 7 punten            | 6 punten                               |
| ----------------------------------- | --------- | ---------------------- | ------------------- | -------------------------------------- |
| - Portugal - Roemenië - Wit-Rusland |           | - Turkije              | - Armenië - Georgië | - Cyprus - Oekraïne - Rusland - Spanje |
| 5 punten                            | 4 punten  | 3 punten               | 2 punten            | 1 punt                                 |
|                                     |           | - Griekenland - Israël | - Ierland           | - Bulgarije                            |

#### Finale
| 12 punten   | 10 punten                      | 8 punten            | 7 punten                                         | 6 punten                                          |
| ----------- | ------------------------------ | ------------------- | ------------------------------------------------ | ------------------------------------------------- |
| - Roemenië  | - Griekenland - Portugal       | - Wit-Rusland       | - Oekraïne - Turkije                             | - Polen - Rusland - Spanje                        |
| 5 punten    | 4 punten                       | 3 punten            | 2 punten                                         | 1 punt                                            |
| - Hongarije | - Andorra - Bulgarije - Israël | - Armenië - Georgië | - Cyprus - Finland - Ierland - Litouwen - Zweden | - Noord-Macedonië - Noorwegen - Servië - Slovenië |

### Punten gegeven door Moldavië

#### Halve Finale
| 12 punten | Wit-Rusland |
| 10 punten | Turkije     |
| 8 punten  | Georgië     |
| 7 punten  | Portugal    |
| 6 punten  | Servië      |
| 5 punten  | Bulgarije   |
| 4 punten  | Estland     |
| 3 punten  | Slovenië    |
| 2 punten  | Letland     |
| 1 punt    | Noorwegen   |

#### Finale
| 12 punten | Roemenië    |
| 10 punten | Wit-Rusland |
| 8 punten  | Rusland     |
| 7 punten  | Oekraïne    |
| 6 punten  | Griekenland |
| 5 punten  | Servië      |
| 4 punten  | Georgië     |
| 3 punten  | Bulgarije   |
| 2 punten  | Armenië     |
| 1 punt    | Turkije     |

2005 · 2006 · 2007 · 2008 · 2009 · 2010 · 2011 · 2012 · 2013 · 2014 · 2015 · 2016 · 2017 · 2018 · 2019 · 2020 · 2021 · 2022 · 2023 · 2024 · 2025